# 榮·巴勃
榮·巴勃（英語：Ron Barber；1945年8月28日—）是一位民主黨籍的美国政治家，曾擔任亞利桑那州聯邦眾議員。

## 生平
在2013年至2015年，他是亞利桑那州第2選舉區選出的美國眾議院議員。他的黨籍是民主黨。他畢業於亞利桑那大學。